# Dezső Pattantyús-Ábrahám

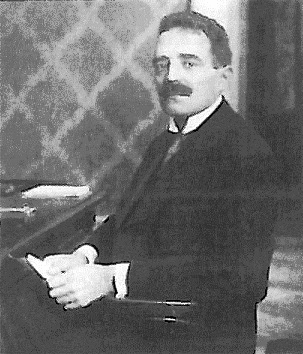
Dezső Pattantyús-Ábrahám (1906)

Dezső Pattantyús-Ábrahám de Dancka [ook: von Dancka] (Oezjhorod 10 juli 1875 - Boedapest 25 juli 1973), was een Hongaars politicus. In de zomer van 1919 was hij gedurende één maand minister-president van Hongarije en minister van Financiën.

## Biografie
Dezső Pattantyús-Ábrahám werd op 10 juli 1875 geboren in Oezjhorod in het Koninkrijk Hongarije. Hij stamde uit een oude adellijke familie. Zijn jongere broer was de schrijver Ernő Pattantyús-Ábrahám de Dancka (1882-1945). Hij studeerde aan het Hervormd College van Debrecen en trad na zijn studie toe tot de Onafhankelijkheidspartij van 1848. Hij vertegenwoordigde van 1906 tot 1918 de Onafhankelijkheidspartij in het lagerhuis van de Hongaarse Rijksdag. Aan het einde van de Eerste Wereldoorlog werd hij als staatssecretaris van justitie opgenomen in het kabinet van graaf Mihály Károlyi (november 1918- januari 1919). 
Het kabinet van Károlyi riep in november 1918 de Democratische Republiek Hongarije uit. De inspanningen van het kabinet om van Hongarije een statenbond te maken mislukten en in maart 1919 grepen communisten de macht en riepen de Radenrepubliek Hongarije uit. Pattantyús week uit naar het door de Fransen bezette Szeged, waar een contrarevolutionaire regering werd gevormd: de tegenregering van Szeged. Op 12 juli 1919 werd Pattantyús benoemd tot premier en minister van Financiën benoemd van de contrarevolutionaire regering. Pattantyús benoemde admiraal Miklós Horthy tot opperbevelhebber van het Nationaal Leger. Op 12 augustus trad Pattantyús als premier en minister van Financiën af. Korte tijd later - na de val van de Radenrepubliek - was hij nog enige tijd staatssecretaris van Binnenlandse Zaken onder premier Károly Huszár. 
Tijdens het interbellum was Pattantyús werkzaam als advocaat. Zijn pogingen gekozen te worden als onafhankelijk kamerlid mislukten. In november 1944 werd hij door de fascistische regering van Ferenc Szálasi geïnterneerd, eerst in Sopronkőhida, en daarna in Duitsland. In 1945 keerde hij naar Hongarije terug.
Terug in Hongarije richtte Pattantyús de Hongaarse Vrijheidspartij op. In 1947 werd hij in de Nationale Vergadering gekozen. In 1949 werd hij onder het mom van rechts extremist uit de Vrijheidspartij gezet en nam hij ontslag als parlementariër. Korte tijd later werd de Vrijheidspartij door de communistische overheid verboden. In 1951 werd Pattantyús in zijn woonplaats Arcal geïnterneerd. Tijdens de Hongaarse opstand (1956) richtte hij de Vrijheidspartij opnieuw op. Na het mislukken van de opstand werd Pattantyús ondervraagd en volgde er een officiële waarschuwing (1957). Hij hervatte zijn werkzaamheden als advocaat (tot 1958) en onderhield contacten met Amerikaanse en Britse diplomaten. De Hongaarse inlichtingendienst was op de hoogte van deze contacten.
Dezső Pattantyús-Ábrahám overleed twee weken na zijn 98ste verjaardag, op 25 juli 1971 in Boedapest.